# 78e méridien est
En géographie, le 78e méridien est est le méridien joignant les points de la surface de la Terre dont la longitude est égale à 78° est.

## Géographie

### Dimensions
Comme tous les autres méridiens, la longueur du 78e méridien correspond à une demi-circonférence terrestre, soit 20 003,932 km. Au niveau de l'équateur, il est distant du méridien de Greenwich de 8 683 km,.
Avec le 102e méridien ouest, il forme un grand cercle passant par les pôles géographiques terrestres.

### Régions traversées
En commençant par le pôle Nord et descendant vers le sud au pôle Sud, Le 78e méridien est passe à travers:
| Coordonnées          | Pays, territoire ou mer | Notes |
| -------------------- | ----------------------- | --- |
| 90° 00′ N, 78° 00′ E | Océan Arctique          | |
| 81° 07′ N, 78° 00′ E | Mer de Kara             | Passe juste à l'est de l'Île Vize, Kraï de Krasnoïarsk, Russie |
| 72° 35′ N, 78° 00′ E | Russie                  | Iamalie — Île Oleni et Péninsule de Gydan |
| 72° 06′ N, 78° 00′ E | Baie Iouratskaïa        | |
| 71° 51′ N, 78° 00′ E | Russie                  | Iamalie — Péninsule de Gydan |
| 71° 15′ N, 78° 00′ E | Baie de Gydan           | |
| 70° 56′ N, 78° 00′ E | Russie                  | Iamalie — Péninsule de Gydan |
| 68° 22′ N, 78° 00′ E | Estuaire de Taz         | |
| 68° 13′ N, 78° 00′ E | Russie                  | Iamalie — Péninsule de Gydan |
| 67° 40′ N, 78° 00′ E | Estuaire de Taz         | |
| 67° 31′ N, 78° 00′ E | Russie                  | Iamalie Khantys-Mansis — à partir de 62° 30′ N, 78° 00′ E Oblast de Tomsk — à partir de 60° 45′ N, 78° 00′ E Oblast de Novossibirsk — à partir de 57° 10′ N, 78° 00′ E Krai de l'Altai — à partir de 53° 35′ N, 78° 00′ E |
| 53° 11′ N, 78° 00′ E | Kazakhstan              | Passe à travers le Lac Balkhach |
| 42° 52′ N, 78° 00′ E | Kirghizistan            | Passe par le lac Issyk Kul |
| 41° 04′ N, 78° 00′ E | Chine                   | Xinjiang |
| 35° 35′ N, 78° 00′ E | Aksai Chin              | Disputé par l' Inde et la Chine - sur environ 11 km |
| 35° 29′ N, 78° 00′ E | Inde                    | Ladakh — revendiqué par le Pakistan Himachal Pradesh — à partir de 32° 37′ N, 78° 00′ E Uttarakhand — à partir de 31° 10′ N, 78° 00′ E Uttar Pradesh — à partir de 29° 34′ N, 78° 00′ E, passe par Agra Rajasthan — à partir de 26° 55′ N, 78° 00′ E Madhya Pradesh — à partir de 26° 42′ N, 78° 00′ E Maharashtra — à partir de 21° 25′ N, 78° 00′ E Telangana — à partir de 19° 18′ N, 78° 00′ E Andhra Pradesh — à partir de 15° 52′ N, 78° 00′ E Karnataka — à partir de 13° 52′ N, 78° 00′ E Tamil Nadu — à partir de 12° 48′ N, 78° 00′ E, passe 8 km à l'ouest de Madurai |
| 8° 20′ N, 78° 00′ E  | Océan Indien            | |
| 60° 00′ S, 78° 00′ E | Océan Austral           | |
| 69° 07′ S, 78° 00′ E | Antarctique             | Territoire antarctique australien revendiqué par Australie |